# L'home del braç d'or
L'home del braç d'or (títol original en anglès The Man with the Golden Arm) és una pel·lícula estatunidenca dirigida per Otto Preminger i estrenada l'any 1955. Està doblada al català.

## Argument
Frankie Machine surt de la presó havent aconseguit deixar l'heroïna. Quan torna a casa seva, ha de lluitar per poder trobar un mitjà de guanyar-se la vida i evitar tornar a caure en la droga i el joc. Vol començar una nova vida i dedicar-se a la seva gran passió: la música. Però Frankie compta amb un obstacle gairebé insalvable.

## Repartiment
- Frank Sinatra: Frankie Machine
- Eleanor Parker: Zosh
- Kim Novak: Molly
- Arnold Stang: Sparrow
- Darren McGavin: Louie Fomorowski
- Robert Strauss: Zero Schwiefka
- John Conte: Drunky John
- Doro Merande: Vi
- George E. Stone: Sam Markette
- George Mathews: Williams
- Leonid Kinskey: Dominowski
- Emile Meyer: Detectiu Bednar

## Premis i nominacions

### Nominacions
- 1956: Oscar al millor actor per Frank Sinatra
- 1956: Oscar a la millor direcció artística per Joseph C. Wright i Darrell Silvera
- 1956: Oscar a la millor banda sonora per Elmer Bernstein
- 1957: BAFTA a la millor pel·lícula
- 1957: BAFTA al millor actor estranger per Frank Sinatra